# Hadlow Down
Hadlow Down is een civil parish in het bestuurlijke gebied Wealden, in het Engelse graafschap East Sussex met 857 inwoners.